# HD 109074
HD 109074，又名CD-31 9746，SAO 203567、HR 4774，是一颗恒星，视星等为6.46，位于銀經298.21，銀緯30.16，其B1900.0坐标为赤經12h 26m 46.4s，赤緯-31° 30.16′ 52″。